# Капраника
Капраника (итал. Capranica) је насеље у Италији у округу Витербо, региону Лацио.
Према процени из 2011. у насељу је живело 5271 становника. Насеље се налази на надморској висини од 386 м.

## Становништво
Према резултатима пописа становништва 2011. у општини је живело 6.644 становника.
| 1931. | 1936. | 1951. | 1961. | 1971. | 1981. | 1991. | 2001. | 2011. |
| ----- | ----- | ----- | ----- | ----- | ----- | ----- | ----- | ----- |
| 3.887 | 3.913 | 4.214 | 4.024 | 3.787 | 4.208 | 4.776 | 5.604 | 6.644 |